# Heera, Manvi
Heera là một làng thuộc tehsil Manvi, huyện Raichur, bang Karnataka, Ấn Độ.